# Ким Чен Сек
Ким Чен Сек, другой вариант — Ким Чен-Сек (19 мая 1923 года, Спасск-Приморский — 11 сентября 1978 года, Батайск, Ростовская область) — звеньевой колхоза имени Микояна Нижне-Чирчикского района Ташкентской области, Узбекская ССР. Герой Социалистического Труда (1951).

## Биография
Родился в 1923 году в Спасске-Приморском. В 1937 году депортирован на спецпоселение в Ташкентскую область Узбекской ССР. Здесь же окончил девять классов средней школы, потом трудился рядовым колхозником, звеньевым полеводческого звена звеньев в колхозе имени Микояна Нижне-Чирчикского района.
В 1950 году звено Кима Чен Сека получило в среднем с каждого гектара по 96,9 центнера зеленцового стебля кенафа на участке площадью 5 гектаров. Указом Президиума Верховного Совета СССР от 17 июля 1951 года удостоен звания Героя Социалистического Труда «за получение в 1950 году высоких урожаев зеленцового стебля кенафа на поливных землях при выполнении колхозом обязательных поставок и контрактации по всем видам сельскохозяйственной продукции, натуроплаты за работу МТС и обеспеченности семенами всех культур в размере полной потребности для весеннего сева 1951 года» с вручением ордена Ленина и золотой медали «Серп и Молот».
С 1954 года — директор Нижне-Чирчикского районного универмага. С середины 1950-х годов проживал в Ростовской области, где трудился звеньевым в колхозе имени Сталина на хуторе Красный Маныч Весёловского района. В 1960-е годы проживал на станции Весенняя около Владивостока. Трудился рабочим на Дальзаводе, моряком китобойной флотилии «Советская Россия» (1967—1968).
Потом проживал в Батайске, где скончался в 1973 году.
Награды
- Герой Социалистического Труда
- Орден Ленина
- Медаль «За трудовую доблесть» (21.12.1953)